# 聲納浮標

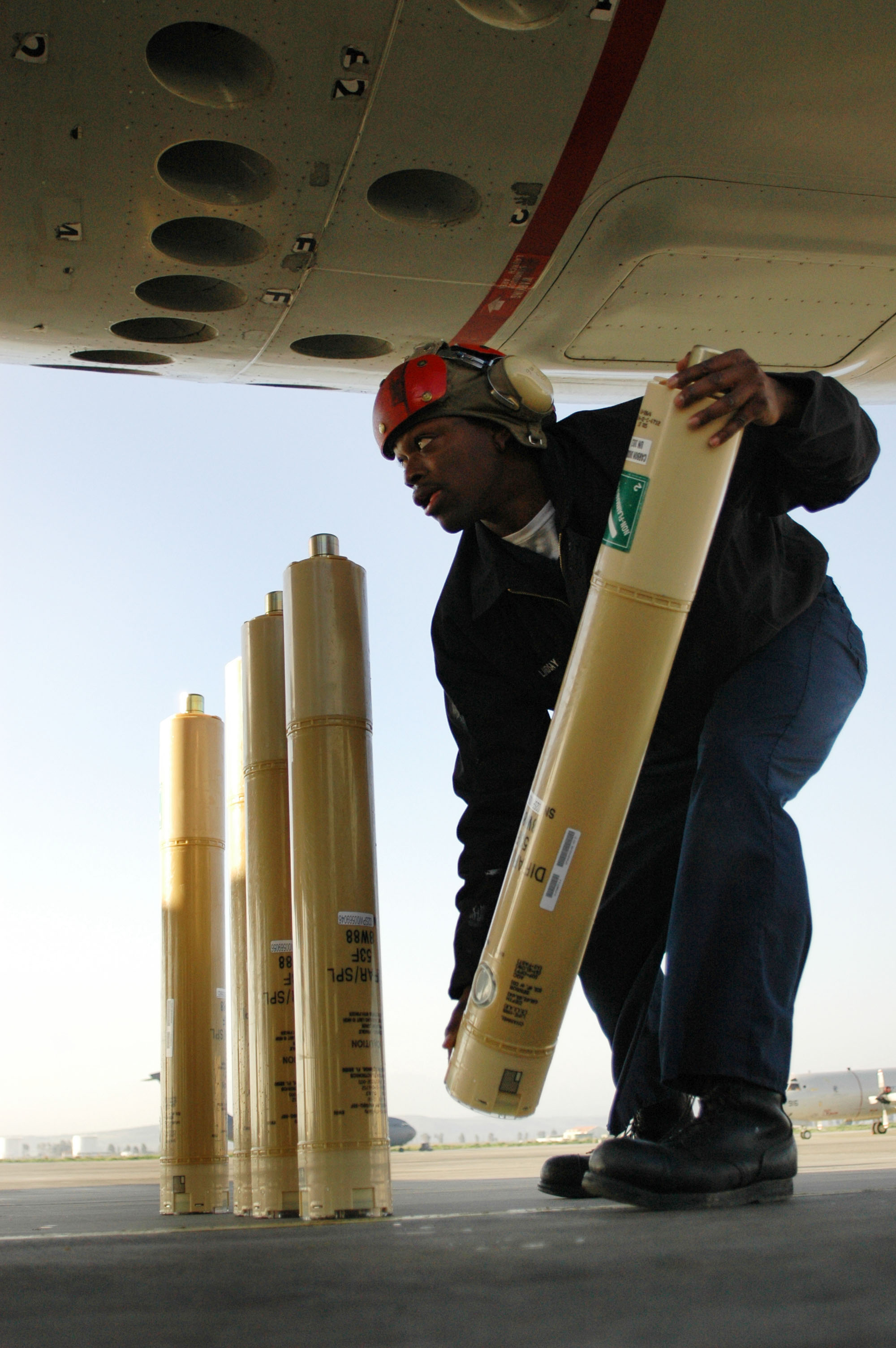
聲納浮標正在被裝在在P-3C獵戶座式海上巡邏機上。

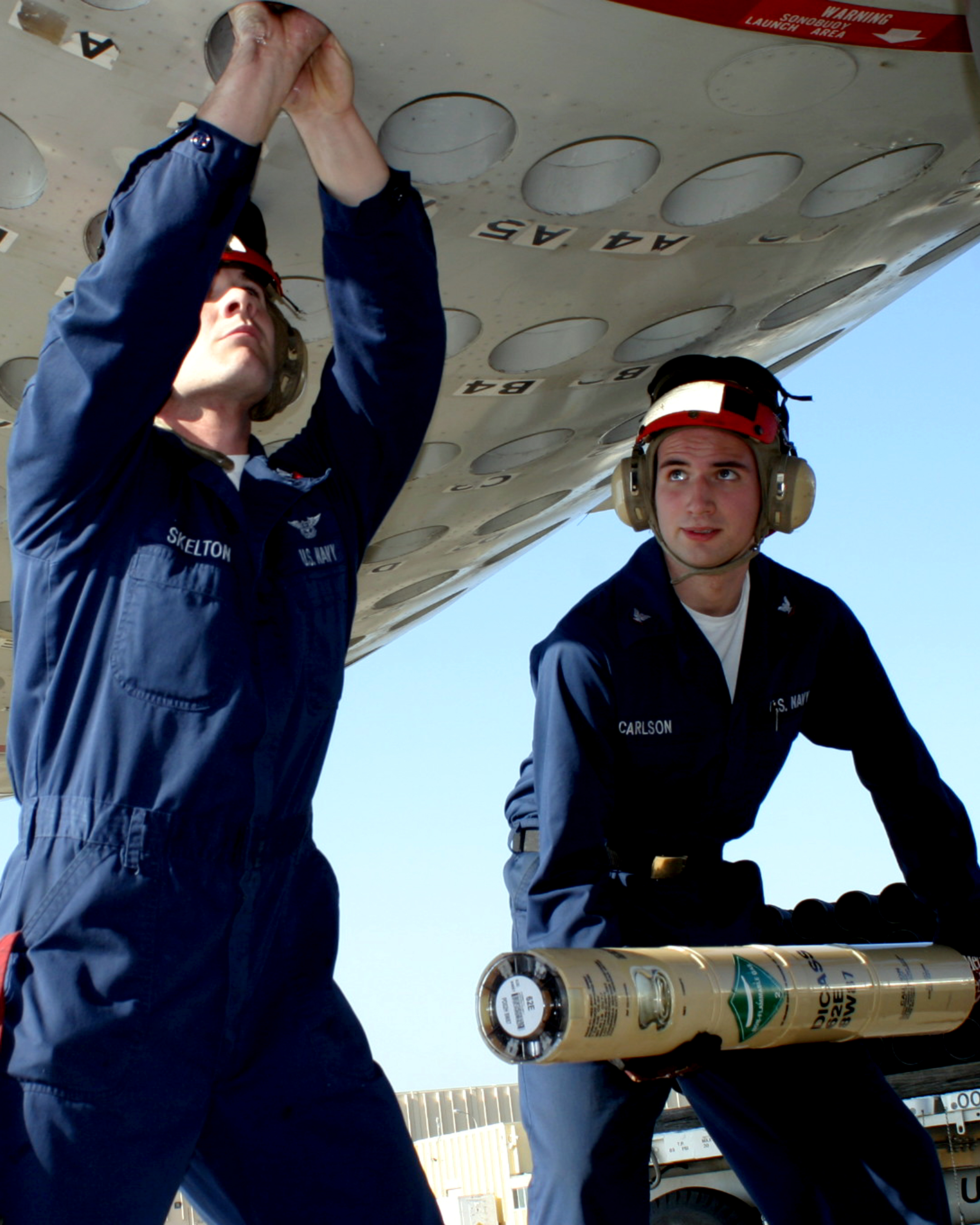
美國海軍的地勤人員正在為P-3C反潛機安裝聲納浮標。照片中位於機身上的圓孔式儲存和發射聲納浮標的發射管。

聲納浮標（英語：Sonobuoy）是一種小型浮標，通常由飛機施放，用於反潛作戰以及水下聲學研究。

## 工作原理
聲納浮標從飛機上被釋放，撞擊水面后展開並部署，帶有發射器的部分浮在水面上方，便於與飛機通信，一個或多個水聽器和穩定設備被部署在設定的深度。浮標通過甚高頻/特高頻無線電將來自水聽器的數據發送至飛機上的聲納操作員。

## 歷史

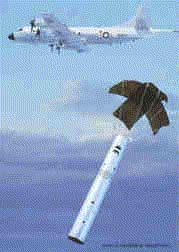
P-3獵戶座式海上巡邏機正在施放一個聲納浮標

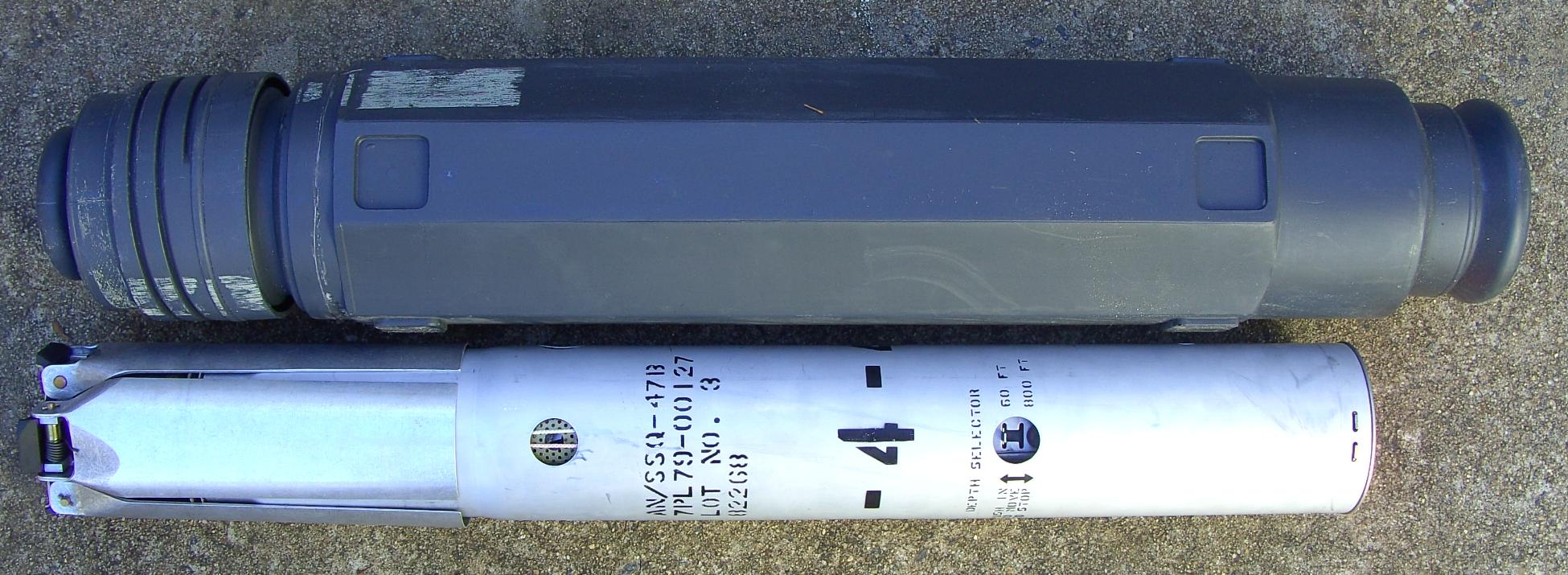
AN/SSQ-47B主動式聲納浮標以及其裝載容器

隨著現代潛艇技術的進步，各國軍方催生了追蹤潛艇設備的需求。声音导航与测距 (聲納)最先是由英國人發明的;聲納在第一次世界大戰中被稱作ASDIC & mdash。當時，檢測潛艇的唯一方法是偵聽（被動聲納），或當它們上浮為電池充電時被發現。或是空中巡邏可以發現水面的潛艇，並且在條件合適的情況下，有時潛艇也可以發現潛艇，因為當時的潛艇下潛深度非常有限。如果一艘潛艇發現了敵方潛艇，這艘潛艇將會跟隨敵方潛艇，同時通過無線電呼叫水面艦艇進行反潛攻擊。
聲納的使用極為有限，大部分在大西洋進行了測試，很少有海軍軍官看到該系統有任何優點。第一次世界大戰結束時，美國的聲納的發展就結束了，這在第二次世界大戰初期對美軍是不利的。但是，在英國ASDIC取得了長足發展，包括繪圖台和對潛武器。
英國在兩次世界大戰之間一直追求聲納的發展，而1920年代的美國海岸和大地測繪部門則發明了無線電測距來確定在水文測量中調查船的位置，通過在船舶所在位置引爆小炸藥，記錄爆炸聲到達安裝在岸邊站或有人值班船上的較遠的水聽器所花費的時間，並報告接收聲音的時間，從而使船員可以使用三角測量法進行精確的定位。 1931年，美國海岸和大地測繪部門提議用“無線電浮標”代替有人駕駛的船只，並於1936年7月開始使用新的浮標。這些浮標重700磅（317.5千克），可以由海軍艦船部署或回收。其配備了水下水聽器，電池和無線電發射器，這些浮標可以在五分鐘内完成部署，當他們的水聽器檢測到爆炸聲時會自動發送無線電信號。這些“無線電浮標”是1940年代開始出現的聲納浮標的原型。
第二次世界大戰期間德國的U型潛艇對盟軍造成的損失使對聲納的需求成為當務之急。由於在大西洋有數百萬噸的商船被擊沉， 因此盟軍的艦艇需要對潛艇進行定位，以便可以將其擊沉或阻止其攻擊。聲納與雷達和方向探測儀（“HF/DF”）被安裝在許多艦船上，以用於偵測潛艇。雖然當時聲納系統並不完善，但它一直在不斷改進。
現代的反潛戰戰術是從二戰期間為護衛艦隊和戰鬥群在敵軍水域中航行而的戰術演變而來的。在艦隊進入作戰之前必須對海域内的潛艇進行探測，飛機探測潛艇是第一個可行的方案。無線電通信和聲納技術的成熟可以將聲納，電池，無線電發射器和天線組合在一起成為一個獨立的空中部署式聲納浮標。
早期的聲納浮標的航程和電池壽命非常有限，並且会被海洋的噪音所干扰。它們首次出現在第二次世界大戰期間，並於1942年7月由皇家空軍海岸司令部首次使用，代號為“High Tea”，皇家空军210中隊是第一支使用聲納浮標的空軍中隊，這些浮標由桑德蘭式水上飛機施放。隨著更好的水下聽音器的發展，和晶體管小型化，以及可偵測到次聲波，隨之而來的是更有效的聲學傳感器。聲納浮標從一個高大的六英尺高，兩英尺長的大型機器發展到如今的緊湊型電子設備。
聲浮標技術的進步有助於飛機水下探測的發展，例如P-2海王星，S-2搜索者，S-3維京和P-3獵戶座用於反潛戰。

## 運作方式
聲納浮標分爲三種：主動式，被動式和特殊式。

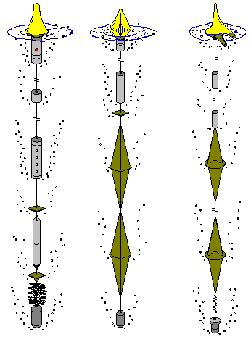
聲納浮標部署在水中的過程。

- 主動式在傳輸信息之前，將聲波發射到水中並接收其迴聲。然後通過UHF / VHF無線電發送至接收船或飛機。主動式聲納浮標在展開後預定的一段時間後會連續發出聲波。之後，激活後的聲納浮標系統允許飛機通過無線電命令發射聲波。

- 被動式 被動式浮標在水中相當一個浮動水聽器，被動式浮標不會發射聲波，而是等待艦船或潛艇發出的聲波（例如發電機，螺旋槳或關門聲和其他噪音），或其他的聲音信號，例如飛機的黑匣子聲響。當聲音訊號到達水聽器後，聲音通過UHF / VHF無線電傳輸訊息到接收船或飛機。
- 特殊式 特殊式浮標負責把數據中繼至船舶或飛機，甚至是人造衛星，此類浮標不用於水下探測。目前有三種特殊式浮標被各國使用。